# Tajan (Pelješac)
Tajan je nenaseljeni otočić u hrvatskom dijelu Jadranskog mora.
Njegova površina iznosi 0,251 km². Dužina obalne crte iznosi 2,23 km.